# Karl Nieten
Karl Nieten (* 25. Dezember 1883 in Brücken; † 21. Januar 1957 in Nohfelden) war ein Birkenfelder Jurist und Politiker.

## Karriere
Karl Nieten war der Sohn des Fabrikverwalters Johann Nieten (1841–1919). Er besuchte das Gymnasium in Birkenfeld und studierte anschließend Rechtswissenschaften. Das Fürstentum Birkenfeld gehörte zu dieser Zeit als Exklave zum Großherzogtum und später zum Freistaat Oldenburg. 1906 legte er das erste Staatsexamen ab, 1914 folgte das zweite Staatsexamen. Nach dem Kriegsdienst während des Ersten Weltkriegs und einer vorübergehenden Tätigkeit in Köln wurde Nieten im Januar 1920 zum Amtsrichter in Oberstein ernannt. 1921 folgte die Beförderung zum Amtsgerichtsrat und im März 1923 wurde er als Oberamtsrichter an das Amtsgericht in Nohfelden versetzt.
Bereits während der Ruhrbesetzung 1923 initiierten Ortsfremde unter dem Schutz der französischen Besatzungstruppen in Birkenfeld einen Separationsversuch vom Freistaat Oldenburg und die Bildung einer „Rheinischen Republik“. Ein verschärfter Belagerungszustand wurde verhängt und die bisherigen Regierungsverantwortlichen, einschließlich des Regierungspräsidenten Walther Dörr, wurden am 24. Oktober 1923 des Landes verwiesen. Die oldenburgische Staatsregierung übertrug daraufhin Nieten am 31. Oktober 1923 die kommissarische Leitung des Regierungspräsidiums. Nach der Rückkehr Dörrs am 15. Januar 1924 endete seine kurze Amtszeit allerdings bereits wieder und Nieten kehrte auf seine Stelle als Oberamtsrichter in Nohfelden zurück, wo er 1927 definitiv angestellt wurde. 1945 wurde er von den Besatzungsbehörden als Landrat des Landkreises Birkenfeld eingesetzt und amtierte bis 1946.